# سانتریول
در زیست سلولی، سانتریول یا میانک  یک اندامک استوانه ای شکل است  که عمدتاً از پروتئین‌هایی به نام توبولین تشکیل شده‌ است. سانتریول‌ها در بسیاری از سلول‌های یوکاریوتی یافت می‌شوند. یک جفت سانتریول که در محاصره توده ماده چگالی به نام ماده پیرامون مرکز (PCM) قرار داشته باشد، تشکیل ساختاری به نام سنتروزوم را می‌دهد.
سانتریول‌ها در تمام سلول‌های یوکاریوتی حضور ندارند، برای نمونه در مخروطیان، گیاهان گل‌دار و بسیاری از قارچ‌ها غایب‌اند و تنها در گامت‌های نر سنگ‌خزه‌تباران (کاروفیت‌ها)، خزه‌تباران (بریوفیت‌ها)، گیاهان آونددار بدون دانه، سرخس نخلی و کهن‌ دارها حضور دارند.
سانتریول‌ها اغلب از نه دسته میکروتوبول‌های سه‌گانه که به صورت استوانه ای آرایش یافته‌اند تشکیل شده‌اند. مواردی که از این ساختار انحراف پیدا کرده‌اند شامل این موارد می‌شود: رویان خرچنگ‌ها و مگس سرکه با نه جفت میکروتوبول، سلول‌های اسپرم کرم الگانس و جنین اولیه آن با نه میکروتوبول تکین.
عملکرد اصلی سانتریول‌ها در تولید مژک طی اینترفاز و تشکیل دوک های تقسیم (spindle fibres) در طی تقسیم سلولی (میتوز و میوز) می‌باشد.

اندامک‌های درون سلول جانوران: (۱) هستک (۲) هسته (۳) ریبوزوم (۴) وزیکول (۵) شبکه آندوپلاسمی خشن (۶) دستگاه گلژی (۷) اسکلت سلولی (سیتواسکلتون) (۸) شبکه آندوپلاسمی صاف (۹) میتوکندری (۱۰) واکوئل (۱۱) سیتوپلاسم (۱۲) لیزوزوم (۱۳) سانتریول

## تاریخچه
ادوارد ون بندن سنتروزوم (میان‌تن)ها را اولین بار در ۱۸۸۳ مشاهده کرد. در ۱۸۹۵، تئودور بووری (Theodor Boveri) این اندامک را «سنتروزوم» نامید. الگوی تکثیر سانتریول اولین بار توسط اتین دو هارون و جوزف جی. گال در ۱۹۵۰ بدست آمد.

## نقش در تقسیم سلولی

یک سانتریول مادر و دختر، عمود برهم

سانتریول‌ها در سازماندهی دوک تقسیم و تکمیل سیتوکینز نقش دارد. درگذشته تصور می‌شد سانتریول برای تشکیل دوک تقسیم در یاخته‌های حیوانی لازم است. اما آزمایش‌های اخیر نشان داده‌است سلول‌هایی که سانتریول‌شان با ابلیشن لیزری حذف شده‌است، پیش از اینکه سانتریول‌شان بتواند از اول ساخته شود، می‌توانند مرحله G1 اینترفاز را بگذرانند. به علاوه، مگس‌های جهش‌یافته که سانتریول ندارند، به‌طور عادی تکوین پیدا می‌کنند؛ اگرچه سلول‌های مگس‌های بالغ تاژک و مژک ندارند و در نتیجه کمی پس از تولد می‌میرند.
سانتریول ها در برخی از یاخته های یوکاریوتی، در مرحله G2 دو برابر می‌شوند.

## سازماندهی سلولی
سانتریول‌ها اجزای بسیار مهمی از سنتروزوم‌ها هستند، که درگیر سازماندهی ریزلوله‌ها (میکروتوبول) در سیتوپلاسم هستند. وضعیت سانتریول، وضعیت هسته را تعیین کرده و نقش حیاتی در آرایش فضایی سلول دارند.

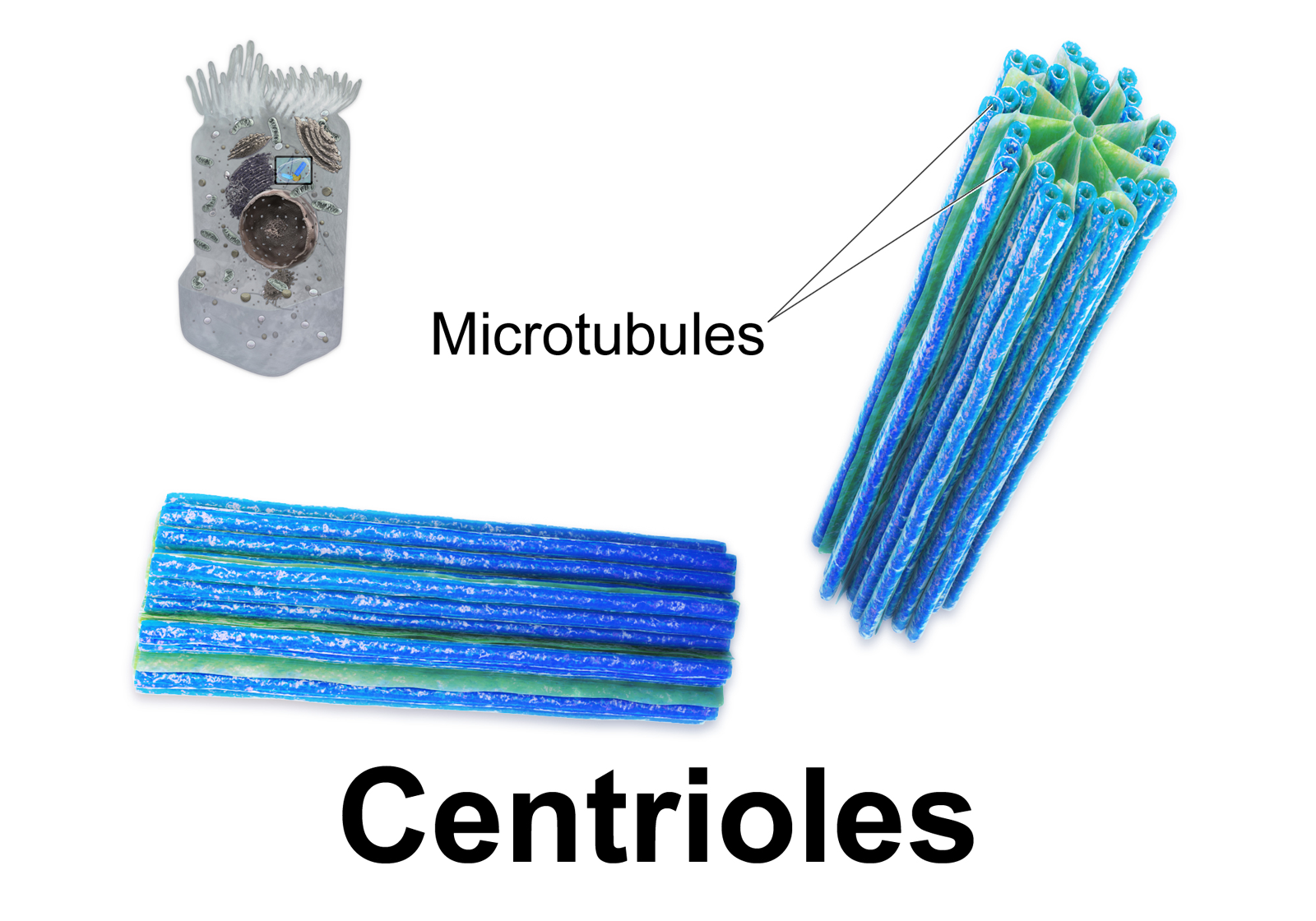
3D rendering of centrioles

## باروری
سانتریول در اسپرم‌ها به دو دلیل اهمیت دارد: 1) تشکیل تاژک (flagellum) سلول و حرکت؛ ۲) تکوین رویان پس از لقاح. سانتریولی که سنتروزوم و سیستم میکروتوبول سلول تخم (زیگوت) را می‌سازد، از اسپرم تأمین می‌شود.